# スロバキア国民党 (1871-1938)
スロバキア国民党 ( - こくみんとう、Slovenská národná strana, SNS) は、1871年から1938年までスロバキアで活動していた政党。
1871年6月6日、ハンガリー王国においてマジャール化に抗し、スロバキアの民族自治を求めて、スロバキア史上最初の政党として創設された。ハンガリー議会に代表を送り込むことを目指していたが、ようやく結党から30年を経た1901年に4名の当選者を出した。また同年、カトリック系やリベラル系の政治勢力が結集し、スロバキアの利益を代表する政党となった。1911年6月28日、ハンガリー政府に対し、教育機関におけるスロバキア語の使用や、解散させられた民族文化団体マチツァ・スロベンスカーの財産回復を求める「スロバキア国民党の覚書」を提出したが、要求をすべて退けられた。これをきっかけに同じスラヴ人のチェコ人との協力を模索する方針に転じた。1913年、党内のカトリック系が離脱し、スロバキア人民党を結成した。第一次世界大戦が勃発すると、活動を停止して、ハプスブルク帝政への忠誠を宣言した。1918年になると、スロバキア民族の自決権実現を目的に掲げるようになり、9月12日、非公式ながらスロバキア国民会議が結成された。そして10月30日に採択されたマルチン宣言でチェコ人との共同国家創設を宣言した。

チェコスロバキア建国後は、チェコとスロバキアは単一の民族であるとするチェコスロバキア主義に反対し、スロバキア民族の存在とその政治的自治を求めた。1920年にスロバキア農業党と合同し、スロバキア国民党・農業党と改称した。1920年の選挙では、スロバキア地域で24万票あまりを獲得した。1922年、農業党が離脱し、旧称スロバキア国民党に変更した。1925年の選挙では3万5千票に留まり、議席を失った。1929年の選挙では国民民主党などと選挙連合を組み、15名の当選者を出した（そのうちスロバキア国民党所属は1名のみ）。1932年、党首マルチン・ラーズスがスロバキア人民党党首アンドレイ・フリンカとともにチェコスロバキア主義を拒否するズヴォレン宣言を出し、両党は自治ブロックを結成、1935年の選挙でスロバキア地域で30％の得票を獲得した。
ミュンヘン会談後の1938年にスロバキアに自治が付与され、10月に人民党のヨゼフ・ティソが率いる自治政府が作られた。人民党と合同し、フリンカ・スロバキア人民党＝スロバキア国民統一党となったが、この合同は人民党主導で行われ、実質的にスロバキア国民党は政党としての活動を停止した。